# Immolata Wetter
Maria Immolata Wetter CJ (* 13. Dezember 1913 in Landau in der Pfalz; † 8. November 2005 in Augsburg) war Generaloberin der Maria-Ward-Schwestern und führende Maria-Ward-Forscherin.

## Leben
Als Elisabeth Wetter geboren, trat sie am 26. August 1933 in den Frauenorden der Maria-Ward-Schwestern (seit 2004 Congregatio Jesu) ein, wo sie den Ordensnamen Maria Immolata annahm. Wetter legte die Profess am 26. August 1935 ab. Im selben Jahr begann sie ein Studium für das Höhere Lehramt in München und machte 1938 ihr Staatsexamen in den Fächern Deutsch, Geschichte und Französisch und arbeitete danach als Lehrerin.
1983 folgte sie dem Ruf nach Rom, um die Seligsprechung von Maria Ward vorzubereiten. Durch ihre Einarbeitung in das Thema wurde sie zur führenden Maria-Ward-Forscherin. Sie veröffentlichte zum Thema zahlreiche Schriften. Nachdem Wetter 2000 nach Augsburg zurückgekehrt war, wurde Maria Ward 2009 zur Ehrwürdigen Dienerin Gottes ernannt, eine Vorstufe zur Seligsprechung.
Schwester Immolata war von 1976 bis 1984 Generaloberin des Institutes der Maria-Ward-Schwestern.
Ihr Bruder ist der Kardinal Friedrich Wetter, geb. 1928; von 1982 bis 2008 Erzbischof von München und Freising.

## Auszeichnungen
- 1977: Bayerischer Verdienstorden
- 1983: Bundesverdienstkreuz 1. Klasse
- 1993: Ehrendoktorwürde der Katholisch-Theologischen Fakultät der Universität Augsburg

## Schriften
- Immolata Wetter: Mary Ward. (= Große Gestalten des Glaubens). Hrsg. v. Gerhard Eberts. Aschaffenburg 1985
- Immolata Wetter: Maria Ward. Mißverständnisse und Klärung. (= Augsburger Universitätsreden; 22). Universität Augsburg, Augsburg 1993 (Vortrag Immolata Wetter) Abruf: 2021-08-01
- Immolata Wetter: Maria Ward. Gründerin des Instituts Beatae Mariae Virginis der Englischen Fräulein. Verlag Schnell und Steiner, Regensburg 4. Auflage 1996, ISBN 3-7954-8001-9
- Immolata Wetter: Maria Ward, in: Stimmen der Zeit. Bd. 203, H. 5, Mai 1985. S. 291–304.
- Immolata Wetter: Maria Ward unter dem Schatten der Inquisition. St. Michaelsbund, München 2003, ISBN 3-920821-31-9